# Залфелдер Хее
Залфелдер Хее (њем. Saalfelder Höhe) општина је у њемачкој савезној држави Тирингија. Једно је од 39 општинских средишта округа Залфелд-Рудолштат. Према процјени из 2010. у општини је живјело 3.365 становника. Посједује регионалну шифру (AGS) 16073108.

## Географски и демографски подаци
Залфелдер Хее се налази у савезној држави Тирингија у округу Залфелд-Рудолштат. Општина се налази на надморској висини од 570 метара. Површина општине износи 63,8 km². У самом мјесту је, према процјени из 2010. године, живјело 3.365 становника. Просјечна густина становништва износи 53 становника/km².

## Међународна сарадња
| Мјесто | Држава | Врста сарадње | Од    |
| ------ | ------ | ------------- | ----- |
|        | Чешка  | партнерство   | 2005. |
| Извор  |        |               |       |